# Brigade Islambuli
Brigade Islambuli je islamistično-fundamentalistična teroristična skupina, ki se zavzema za osamosvojitev Čečenije.
Poimenovana je po egiptovskem častniku Kalidu Islambuliju.

## Delovanje
Skupina je prevzela odgovornost za teroristična napada na dve ruski potniški letali dne 24. avgusta 2004, ko sta strmoglavili dve letali vrste Tu-154. Na obeh letalih je umrlo 89 potnikov in članov posadke (2 sta bila Izraelca, ostali Rusi). Pri neposredni izvedbi napadov naj bi sodelovala 10 samomorilcev (5 na vsakem letalu), ki so uporabili eksploziv heksogen.
Skupina je prevzela odgovornost za teroristični napad dne 31. avgusta 2004 v bližini postaje podzemne železnice Rižskaja v severnem delu Moskve. Umrlo je 10 ljudi, 51 je bilo ranjenih.
9. septembra istega leta je pozvala vse svoje celice po Rusiji k sprožitvi uničevalne vojne.